# Plethodon cheoah
Plethodon cheoah är en groddjursart som beskrevs av Richard Highton och Robert Peabody 2000. Plethodon cheoah ingår i släktet Plethodon och familjen lunglösa salamandrar. IUCN kategoriserar arten globalt som sårbar. Inga underarter finns listade i Catalogue of Life.